# Repartimiento de mercancías
El repartimiento de mercancías fue un sistema colonial de crédito y distribución de bienes implementado en varios virreinatos de América bajo el dominio español, como Nueva España, el Perú y Nueva Granada. Mediante este mecanismo, las autoridades coloniales, como los Consulados de comerciantes y los alcaldes mayores, entregaban mercancías a los pueblos indígenas y colonos con el fin de financiar actividades productivas, principalmente agrícolas y mineras, quienes en un plazo estipulado debían devolver el valor de lo repartido en especie o dinero en efectivo.    Aunque su organización y administración variaron según la región, el repartimiento desempeñó un papel importante en la economía colonial y tuvo diversas repercusiones sociales y económicas. Críticas como las del visitador José de Gálvez, quien lo consideró una forma de sobreexplotación, motivaron reformas que culminaron con su prohibición a fines del siglo XVIII  

## Tipos de repartimiento
Existen tres tipos de repartimiento de mercancías:
1. Venta de productos a crédito contra pagos en metálico
2. Compra de productos locales con pagos por adelantado en metálico
3. Trueque de unos productos por otros

| Tipos de repartimiento y agentes involucrados                                    |
| -------------------------------------------------------------------------------- |
| Mercancía (alcalde mayor)-Mercancía (pueblo de indios)-Dinero (alcalde mayor)    |
| Dinero (alcalde mayor)-Mercancía (pueblo de indios)-Mercancía (pueblo de indios) |
| Mercancía (alcalde mayor)-Mercancía (pueblo de indios)-Mercancía (alcalde mayor) |

Un cuarto tipo consistía en el repartimiento de materia prima, la cual era procesada por los indios y entregada al alcalde mayor en un plazo no mayor a un año. Este tipo de repartimiento escondía una especie de salario pues en realidad se trataba de comprar fuerza de trabajo indígena.

## Expresiones regionales
El impacto e importancia del repartimiento se debe principalmente a la existencia de una comunidad campesina, a la modalidad en el pago de tributo, a la mayor o menor presencia de mercados libres, tanto de consumo como laborales en cada región y, en menor medida, se debe a la tenencia de la tierra de los pueblos de indios (bienes de comunidad). Estas características determinarán la naturaleza y dinámica del repartimiento en las distintas regiones.
Centro, Sur y Sureste son las zonas en las que se llevó a cabo el repartimiento con mayor intensidad. Sin embargo ambas zonas eran muy diferentes entre sí pues en el centro los pueblos de indios tenían propiedad comunal limitada, pagaban el tributo en moneda, había una intensa actividad agrícola y manufacturera, además de una multiplicidad de mercados locales, una extensa red de tianguis y un mercado laboral desarrollado, por ello la principal forma de repartimiento fue el adelanto de mercancías (en especial ganado y textiles) a cambio de dinero. En ese sentido las presiones fiscales influyeron de manera decisiva para que los pueblos de indios intervinieran en el mercado al cambiar sus productos por metálico. El repartimiento en el centro adquirió la forma de consumo ampliando el mercado de productos españoles, aunque en Puebla, Tlaxcala y Veracruz  se repartía dinero con el objeto de garantizar la compra barata de algunos productos locales para ser comercializados en mercados más distantes.
En Oaxaca, Chiapas y Yucatán predominó el reparto de dinero para la producción de mercancías con alto valor comercial como la grana y los textiles de manufactura india. En Chiapas y Yucatán el pago de tributo en especie hizo que el sistema tomara una forma de explotación de trabajo para el abasto de mercancías de los mercados locales. En el Bajío el repartimiento tomó la forma de trueque, ya que se repartían mulas que se cobraban con tejidos. La geografía económica a partir del repartimiento, se debió a las características propias de la región a repartir, es decir el monto y variedad de lo repartido estaba relacionado directamente con las particularidades económicas y demográficas de las diferentes jurisdicciones.
El repartimiento ha sido estudiado en diversas regiones de la Nueva España tales como el Altiplano Central (México, Puebla, Toluca, el Sur y sureste (Oaxaca, Chiapas y Yucatán), el Bajío (Michoacán) y en menor medida en el norte (Huasteca Potosina).

## Repartimiento forzoso de mercancías
El repartimiento se llevó a cabo por los alcaldes mayores cuyos negocios eran financiados por grandes comerciantes. Debido a que los sueldos de los alcaldes eran tan bajos, el repartimiento fue una alternativa para pagar el precio del cargo que les había sido vendido y para acumular ingresos personales. Los alcaldes mayores fungían como intermediarios entre comerciantes y consumidores; eran apoyados por los comisionados, cuya tarea era organizar la compra, venta y  distribución de las mercancías; los miembros del cabildo, que recogían los productos del repartimiento y el tributo; y los llamados sahuiches, funcionarios indios nombrados por el alcalde mayor cuya función era velar que las diversas autoridades y miembros del común cumplieran a tiempo con los compromisos adquiridos.
En algunas regiones el repartimiento favoreció el flujo mercantil y la integración de la población india a la economía colonial; en otras localidades como Tlapa y Tehuantepec el alcalde mayor obligaba a las comunidades a aceptar el sistema -incluso con amenazas de cárcel y violencia física- para producir bienes de consumo cuyo destino era el abasto de ciudades y villas de españoles. En estos casos el sistema incidió en un constante endeudamiento de las comunidades y aumentaba los niveles de explotación para satisfacer el pago de las mercancías repartidas. La mayoría de las quejas sobre el repartimiento tenían relación con el monto, las cantidades y el modo de cobro. A cambio, los grandes comerciantes obtenían ganancias e ingresos regulares dado que evitaban el ciclo agrícola y las oscilaciones de los precios.
Como el repartimiento era un sistema de crédito, algunas comunidades lo aceptaban voluntariamente porque de esa manera se abastecían de bienes necesarios y aseguraban la venta de sus propios productos.